# Zephyra elegans
Zephyra elegans là một loài thực vật có hoa trong họ Tecophilaeaceae. Loài này được D.Don miêu tả khoa học đầu tiên năm 1832.